# Alfonso Calzolari
Alfonso Calzolari (30 de abril de 1887, Vergato - 7 de fevereiro de 1983, Ceriale) foi um ciclista italiano. Atuou profissionalmente entre 1909 e 1926. Foi o vencedor do Giro d'Italia em 1914 .